# دروغگویی از تو
"دروغگویی از تو" (به انگلیسی: Lying From You) نام ترانه‌ای از گروه راک آمریکایی لینکین پارک است.
این ترانه به عنوان پنجمین تک‌آهنگ آلبوم متئورا منتشر شد.

## موزیک ویدیو
موزیک ویدیوی رسمی برای این ترانه وجود ندارد اما از اجرای زندهٔ گروه در تگزاس به عنوان کلیپ برای این آهنگ استفاده می‌کنند.
این ویدیوی زنده در "iTunes" همراه با نقاط توانایی موجود است.

اجرای ترانه "دروغگویی از تو" زنده در تگزاس

## رتبه در جدول
| جدول (۲۰۰۴)                              | رتبه در جدول |
| ---------------------------------------- | ------------ |
| بیلبورد آمریکا - بهترین‌های مین‌استریم     | ۲            |
| بیلبورد آمریکا - بهترین آهنگهای مدرن راک | ۱            |
| بیلبورد آمریکا بیلبورد ۱۰۰               | ۵۸           |
| بیلبورد آمریکا بیلبورد ۱۰۰ ترانهٔ رسانه‌ای | ۵۶           |